# 李嗣周
李嗣周（9世纪—897年），唐末宗室，唐顺宗子郯王李经后裔，袭封嗣覃王。

## 生平
唐昭宗景福二年（893年）八月，昭宗任李嗣周为京西招讨使，神策大将军李鐬为副，讨伐凤翔节度使李茂贞。九月，李嗣周率禁军扈驾军五十四都三万送朝廷新任命的凤翔节度使徐彦若就职，攻岐阳，屯兴平。中书侍郎、集贤殿大学士、判户部事陆扆坚决上奏：“国家刚安定，这时不宜与近辅交恶，必为他盗所窥。亲王统兵又为人议论，无益于事，只贻后患。”昭宗怒，贬陆扆。李茂贞与静难节度使王行瑜合兵近六万屯盩厔相拒。朝廷禁军都是新招募的市井少年，而李茂贞、王行瑜的军队都是身经百战的边兵，李茂贞等进逼兴平，禁军都望风逃溃，李嗣周率军迎战不利，李茂贞等乘胜进攻三桥，京城大震，士民奔散，李茂贞等指太尉宰相杜让能为倡议讨伐凤翔的主谋，昭宗被迫贬杜让能，并将发兵之罪归咎于观军容使西门重遂、内枢密使李周讠童、段诩，皆杀之。后为李茂贞所迫，也赐死杜让能。
乾宁二年（895年），李茂贞、王行瑜、镇国军节度使韩建逼宫，昭宗出奔，河东节度使李克用发兵勤王，杀王行瑜。李茂贞、韩建害怕李克用，恭敬朝廷。李克用退兵后，二人骄横如前。昭宗回京后，即于神策两军之外，另外置军圣、捧宸、保宁、宣化等军，选补数万人，让宗室诸王统领，嗣延王李戒丕及李嗣周又自己招募数千人到麾下。李茂贞以为是要讨伐自己，口出怨言，六月，勒兵扬言要来宫阙诉冤，京师士民争相逃入山谷。昭宗命通王李滋及李嗣周、李戒丕分别率诸军护卫近畿，让李戒丕屯三桥。李茂贞上表“延王无故称兵讨臣，臣今勒兵入朝请罪”，引兵逼京畿，李嗣周与之战于娄馆，兵败。七月，昭宗出奔，被韩建强留在镇国军军部华州。
四年（896年）正月，韩建厌恶诸王掌兵，指使防城将张行思等告发睦、济、韶、通、彭、韩、仪、陈八王谋杀韩建，劫车驾幸河中，二月又称诸王当自避嫌疑，要昭宗依旧制令诸王归十六宅，选师傅教以诗书，不让他们掌兵干预朝政，并请求解散他们的军队。韩建担心昭宗不从，引麾下精兵围行宫，接连上表。昭宗不得已下诏解散诸王所领军士，勒令八王归十六宅，甲兵都为韩建所有。因韩建所奏，殿后四军被罢撤，二万余人都解散，皇帝没有了亲军。韩建又奏请召还出使在外的其他宗室王（即当时出使李克用的李戒丕和嗣丹王李允），并将八王幽禁在其他府第。
六月，李茂贞上表弹劾西川节度使王建连年攻打东川军且不奉诏命。昭宗贬王建为南州刺史（王建事实上已独立，不奉诏），加李茂贞为西川节度使，以李嗣周为凤翔陇右节度使，以畿内好畤、武功、盩厔、醴泉隶奉天县。李嗣周去凤翔赴任，李茂贞不接受代任，击败并围攻李嗣周于奉天县。七月，李茂贞收到韩建的信，解围，李嗣周回到华州。
昭宗与学士、亲王登齐云楼，西望长安，令乐工唱自己所作《菩萨蛮》词，演奏后，昭宗等都泣下沾襟，李嗣周以下都唱和。当时李戒丕、李允已回，韩建厌恶他们，也厌恶曾督军讨伐李茂贞的李嗣周，就诬称诸王掌兵是昭宗与京畿藩镇交恶的原因，奏罢兵权是为了避免不测，并弹劾李戒丕、李嗣周、李允等仍谋反，请求杀之。昭宗不信，不回复。八月，韩建与知枢密刘季述矫诏发兵围十六宅。诸王披发，有的爬墙，有的登上屋顶，有的爬上柱子，呼：“宅家（指皇帝）救儿！”韩建将李滋、皇兄仪王、皇弟睦王李倚、嗣济王、嗣韶王、皇叔祖彭王李惕、嗣韩王李克良、嗣陈王、李嗣周、李戒丕、李允共十一王及侍者押到石堤谷，全杀了，声称他们谋反。天下以为冤。